# Вандрас (приток Большого Салыма)
Вандрас — река в России, протекает по территории Нефтеюганского района Ханты-Мансийского автономного округа. Устье реки находится в 324 км по левому берегу реки Большой Салым. Длина реки составляет 113 км, площадь водосборного бассейна 1760 км².

## Данные водного реестра
По данным государственного водного реестра России относится к Верхнеобскому бассейновому округу, водохозяйственный участок реки — Обь от города Нефтеюганск до впадения реки Иртыш, речной подбассейн реки — Обь ниже Ваха до впадения Иртыша. Речной бассейн реки — (Верхняя) Обь до впадения Иртыша.
Код объекта в государственном водном реестре — 13011100212115200049967.

## Притоки (км от устья)
- 21 км: река Лев (пр.)
- 75 км: река Невдаръега (лв.)
- Наягъега (лв.)